# Shahe (köpinghuvudort i Kina, Shanxi Sheng, lat 39,27, long 113,55)
Shahe är en köpinghuvudort i Kina. Den ligger i provinsen Shanxi, i den norra delen av landet, omkring 180 kilometer nordost om provinshuvudstaden Taiyuan. Antalet invånare är 60 724. Befolkningen består av 29 223 kvinnor och 31 501 män. Barn under 15 år utgör 22,0 %, vuxna 15-64 år 71 %, och äldre över 65 år 5,0 %.
Runt Shahe är det ganska tätbefolkat, med 104 invånare per kvadratkilometer. Shahe är det största samhället i trakten. Trakten runt Shahe består i huvudsak av gräsmarker.
Genomsnittlig årsnederbörd är 671 millimeter. Den regnigaste månaden är juli, med i genomsnitt 170 mm nederbörd, och den torraste är januari, med 4 mm nederbörd.